# Hariharpur Gadhi
Hariharpur Gadhi (trl. Hariharpur Gaṛhī, trb. Hariharpur Garhi) – gaun wikas samiti w środkowej części Nepalu  w strefie Dźanakpur w dystrykcie Sindhuli. Według nepalskiego spisu powszechnego z 2001 roku liczył on 582 gospodarstw domowych i 4005 mieszkańców (2049 kobiet i 1956 mężczyzn).